# Köpenhamns S-tåg
| Station on track |

|  | Unknown BSicon "tSTRa" |

| Unknown BSicon "tBHF" |

|  | Unknown BSicon "tSTRe" |

| Station on track |

|  | Unknown BSicon "tSTRa" |

|  | Unknown BSicon "tSTRe" |

| Station on track |

| Station on track |

| Station on track |

|  | Unknown BSicon "tSTRa" |

| Unknown BSicon "tBHF" |

|  | Unknown BSicon "tSTRe" |

| Station on track |

|  | Unknown BSicon "tSTRa" |

|  | Unknown BSicon "tSTRe" |

| Station on track |

| Station on track |

Köpenhamns S-tåg (danska: Københavns S-tog) är ett lokalt tågsystem i Köpenhamn som tillsammans med Köpenhamns Re-tåg, Köpenhamns metro och dieseldrivna lokaltåg utgör storstadsområdets spårburna trafik. I kontrast till Re-tågen som sköter den regionala  trafiken används S-tågen främst för Köpenhamns stadsområde och förorter och utgör ryggraden i Köpenhamns kollektivtrafik. Av de 87 stationerna ligger 69 inom Köpenhamns stad (tätort) och 32 inom det centrala området (zon 1 + 2) motsvarande Köpenhamns och Frederiksbergs kommuner. Det genomsnittliga avståndet mellan stationerna är 2,0 km, och varierar från 350 meter till 5–6 km. På S-tågen görs i genomsnitt 357 000 resor per dag (2007).

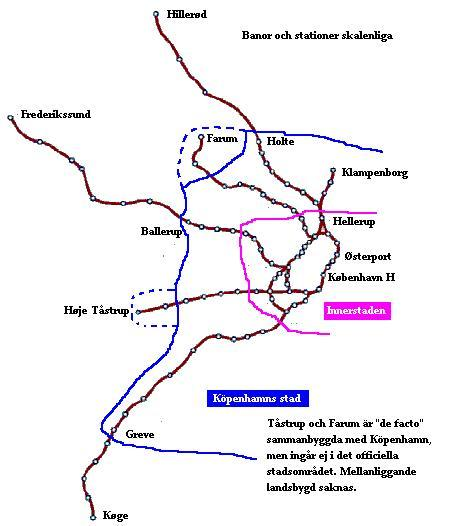
Skalenlig S-tågskarta. Med "Köpenhamns stad" avses här tätorten, inklusive flera kommuner.

Sammanlagd banlängd är 170 kilometer elektrifierade dubbelspår. Bansystemet, som kallas S-banen, är helt separerat från både alla andra typer av tåg samt från gatutrafik. I innerstadsområdet (City, "brokvarteren" och Frederiksberg) ligger banorna aldrig i gatuplanet, men det finns endast tre egentliga tunnlar – den 1,8 kilometer långa Boulevardtunnelen, vilken stundom benämns som "Røret", samt en sträcka på omkring 350 meter längre söderut på samma bandel. Dessa tunnlar är åtskilda av en kort bit av bana i öppet tråg vid Vesterport station. Den tredje på 300 meter ligger vid Svanemøllen lite längre norrut. I stället för tunnlar går huvuddelen av spåren i de centrala delarna av staden istället i öppna tråg eller som högbana. Längre ut från centrum ligger banorna delvis i markplanet, men stationerna ligger antingen en trappa ner eller upp.
Huvuddelen av bansystemet härstammar från äldre lokala järnvägar som rustats upp och elektrifierats, men det finns numera ganska många undantag från detta, främst den i slutet av 1970-talet och början av 1980-talet helt nybyggda Køge Bugt-banen. Det övriga bannätet håller numera hög standard på alla sträckor (maximal hastighet på delar av nätet ligger på över 100 kilometer i timmen).
Tågen betjänar en stor del av Köpenhamns kollektivtrafikområde, (tidigare kallat HT-området och under några år HUR-området), vilket efter de danska regionernas införande och kommunsammanslagningarna 2007 motsvarar Region Hovedstaden (förutom Bornholm) samt före detta Roskilde amt.
Sedan oktober 2002 har tunnelbanan Köpenhamns metro blivit ett komplement till S-tågen, och bland annat har före detta S-tågsträckan Vanløse−Frederiksberg byggts om till tunnelbana. Annan kollektivtrafik inom lokaltrafikområdet, som liksom Metron ingår i det gemensamma biljettsystemet, är bussar, de så kallade Havnebusserne (reguljär båttrafik), lantliga lokalbanor (ej inom innerstaden) samt Köpenhamns Re-tåg (dit även Öresundstågen räknas på danska sidan).

## "S:et" i S-tåg
"S:et" har ingen fastlagd betydelse. Det antas att det härstammar från tyskans S-bahn, men även att ett stort "S" med betydelsen station sattes upp i god tid före invigningen 1934 för att markera de kommande stationerna. När så tidningen Politiken utlyste en tävling om tågens namn vann förslaget "S-tog". De första sträckorna invigdes 1934 (Klampenborg–Vanløse var allra först).

## Bansystem
Tågen går på ett eget bansystem, vilket är avskilt från annan spårtrafik (dieseldrivna tåg för underhåll och reparationer kan dock kopplas in). Däremot är de enskilda S-tåglinjerna inte avskilda från varandra, där dessa sammanfaller. Sex banor går radiellt in/ut från city till/från Klampenborg, Hillerød, Farum, Frederikssund, Høje-Tåstrup och Køge. Dessutom finns det en gemensam, mycket tättrafikerad, sträcka genom City (år 2012 trettio tåg per timme i varje riktning), där spåren delvis går i tunnlar. Utöver detta finns den 2007 utbyggda Ringbanen. Den norra delen av Ringbanen utgör en del av den först invigda S-banan från 1934. Den mellersta delen mellan bytesstationerna Flintholms station och Danshøj station är ett nybygge som till stor del går där en tidigare godsbana har funnits. Längst i syd är Ringbanen den nyaste delen av hela S-tågssystemet.
En del av S-banan går parallellt med Re-tågen, som bara stannar på de större stationerna på sträckor där också S-tåg kör. S-tågen har tätare mellan sina stationer, särskilt inom det område där båda tågtyperna förekommer. S-tågen har i snitt 1,85 km mellan sina stationer (kortaste avstånd c:a 400 m Hovedbanegården–Vesterport). Re-tågen har avsevärt större avstånd mellan stationerna, vanligen 3–8 km, men uppemot 15 km mellan Valby och Høje-Tåstrup (varvid sju S-tågsstationer hoppas över). Efter Høje Tåstrup station, där S-tågen slutar, stannar Re-pendeltågen på alla stationer vilket Re-regionaltågen dock inte gör.
Förutom på banan mot Høje-Tåstrup är det endast på den kortaste banan, till Klampenborg, som denna "parallelltrafik" finns. I övrigt kör Re-tågen istället bland annat till Kastrups flygplats, till Roskilde, Køge via Roskilde samt till Helsingör. Re-tåg kör på andra spår och har andra perronger än S-tågen.
De områden av centrala Köpenhamn som har stora avstånd till S-tågsstationer, har börjat täckas upp av Metron, en tunnelbana som går i tunnlar i centrum.
Ungefärligt avstånd till närmaste S-tåg- eller Metrostation från några välbesökta anläggningar:
- Parken (fotbollsarenan) - 1,5 km (S: Østerport) - 0,5 km (M: Trianglen)
- Rigshospitalet - 1,5 km (S: Østerport/Nørreport) - 0,7 km (M: Trianglen)
- Zoo - 1,2 km (S: Valby)
- Operahuset - 1,7 km (M: Christianshavn)
- Eksperimentarium - 1,3 km (S: Svanemøllen)
- Brøndby Stadion - 2,5 km (S: Glostrup), ligger dock ej centralt.

När Cityringen öppnades 29 september 2019 blev gångavståndet mellan närmaste station med spårtrafik till stora delar av innerstaden betydligt kortare.

## Tekniska detaljer
S-tågen har ett eget elsystem med nominellt 1500 V likström med plusjord (i praktiken 1650 V obelastat). Strömmen tillförs via kontaktledning. Systemet har likheter med en tunnelbana (eget spårsystem, egna fordon, ingen sammanblandning med gatutrafik, delvis tunnel i innerstaden, golv i höjd med perronger, anpassning för stående passagerare), men räknas som järnvägstrafik och körs av DSB och spåren ägs av Banedanmark som äger stambanorna. Den tunnelbaneliknande signaltekniken och det faktum att inga fjärrtåg finns, gör att man kan få en turtäthet som mer liknar en tunnelbana än en järnväg. Genom centrum (på Boulevardbanen) går 30 tåg per timme och riktning som mest.

S-tåg-stationer på olika linjer
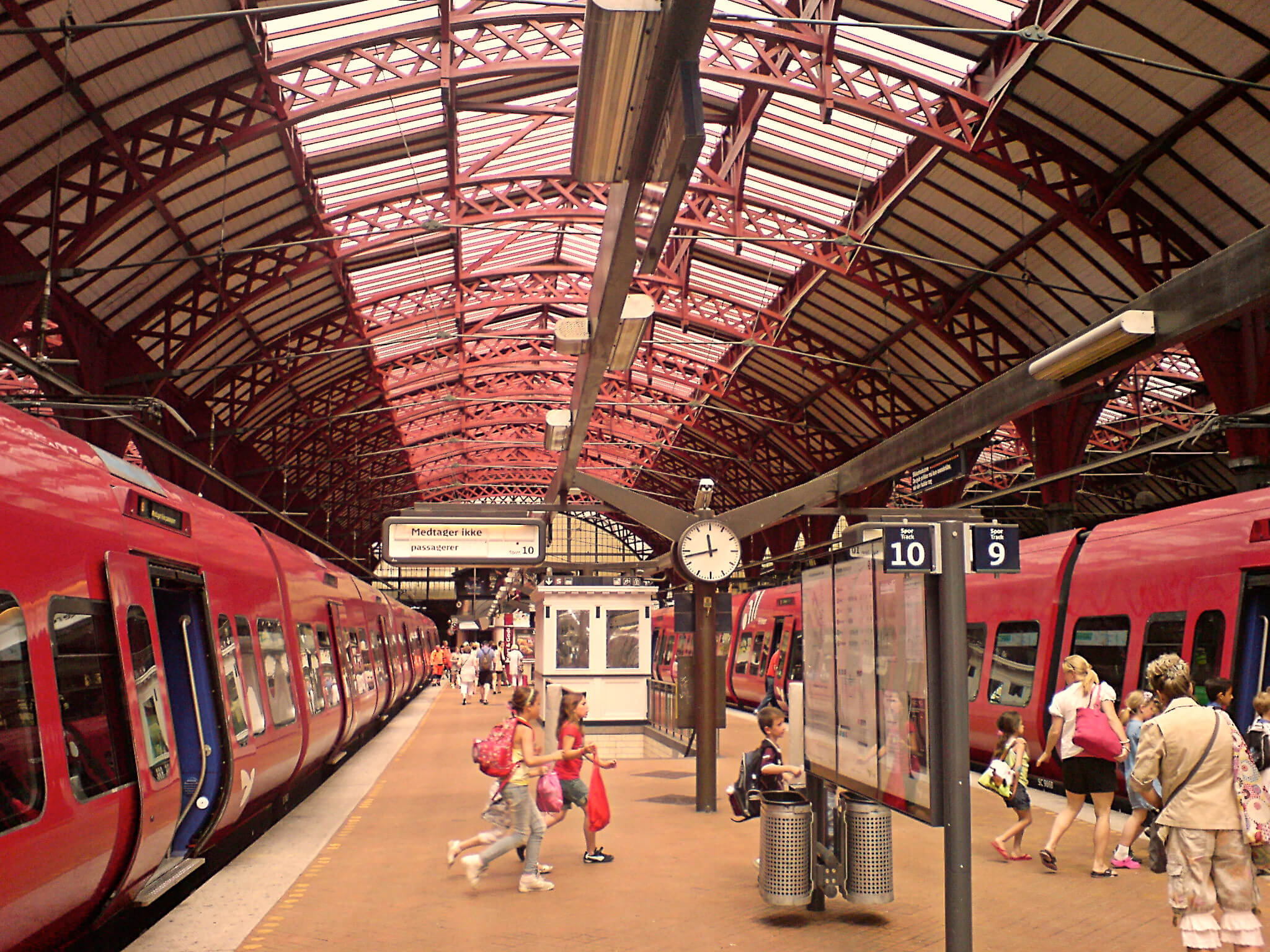
København H
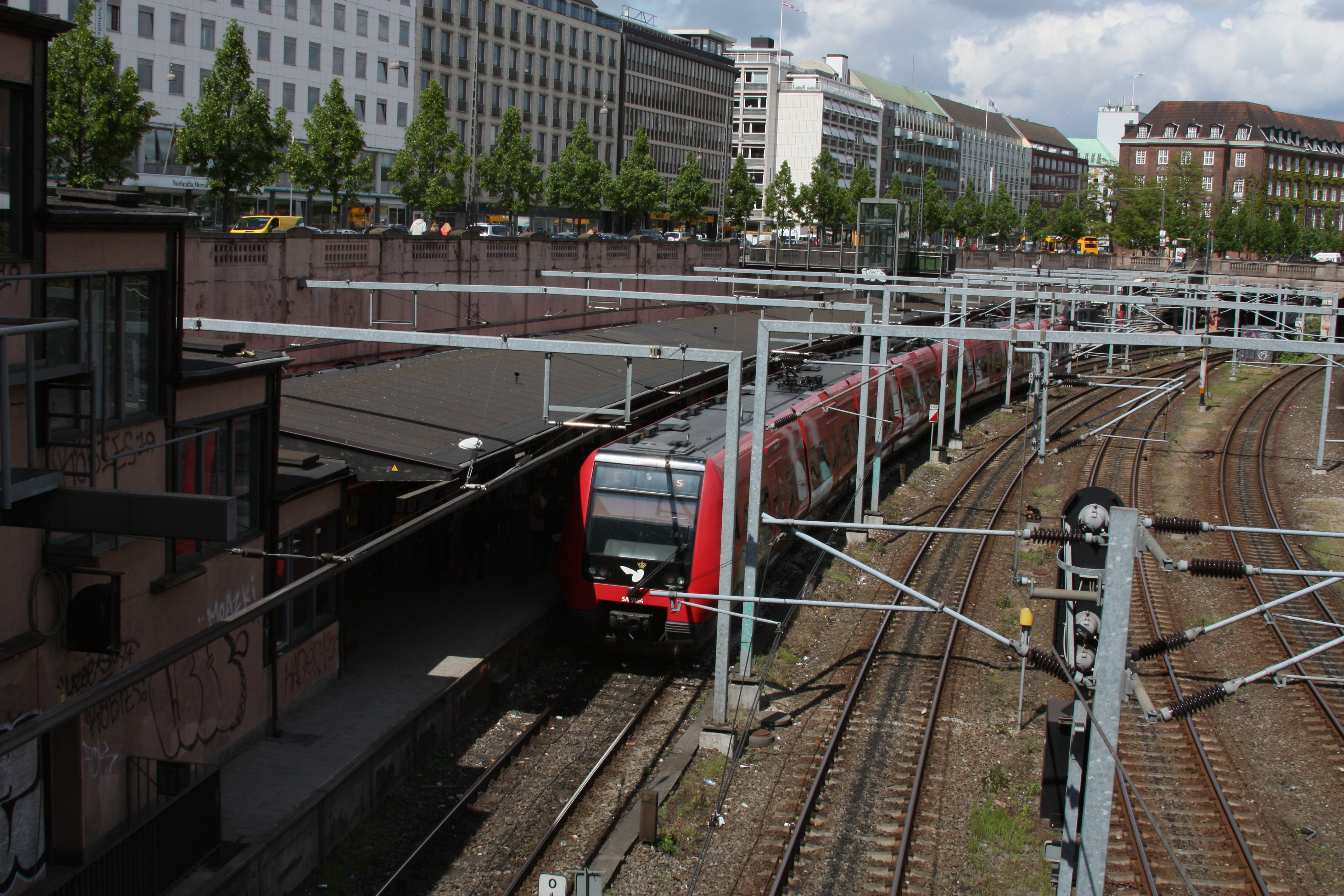
Vesterport
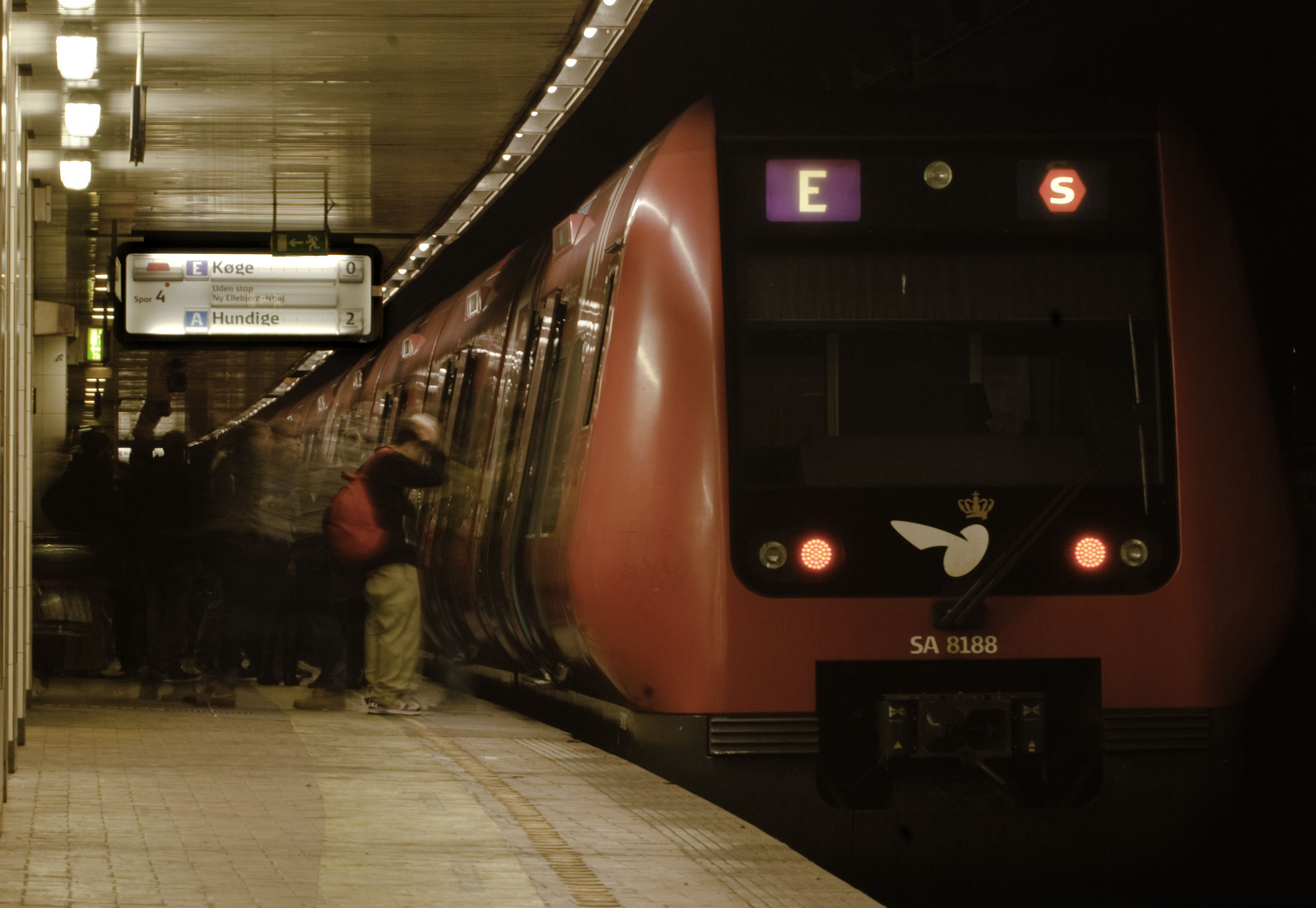
Nørreport
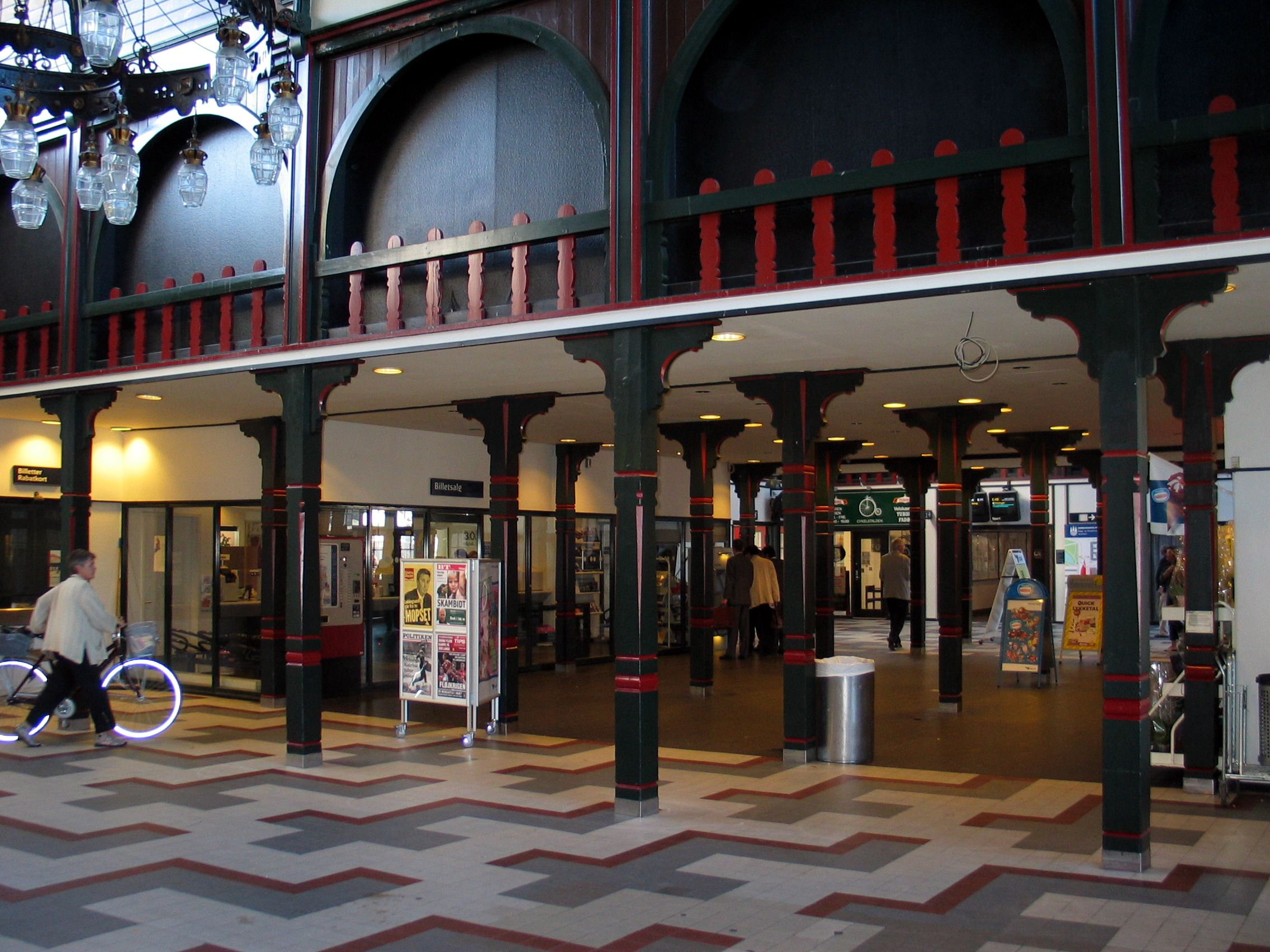
Østerport
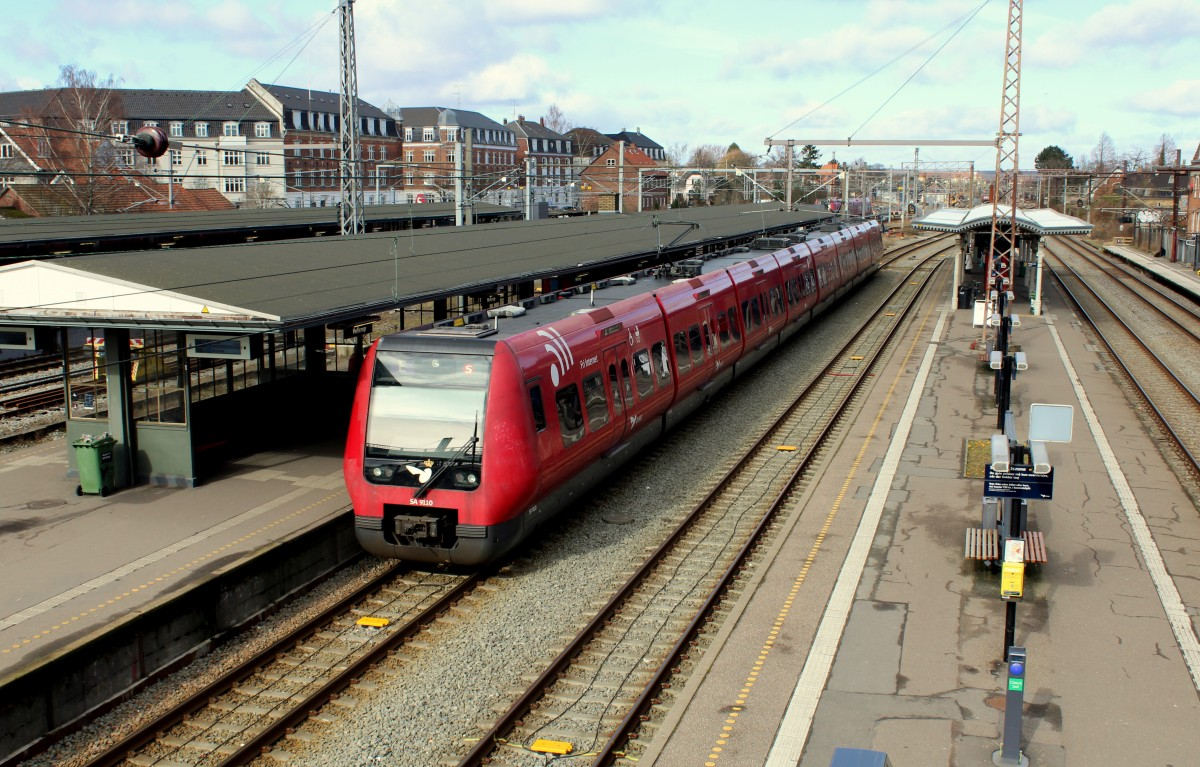
Hellerup
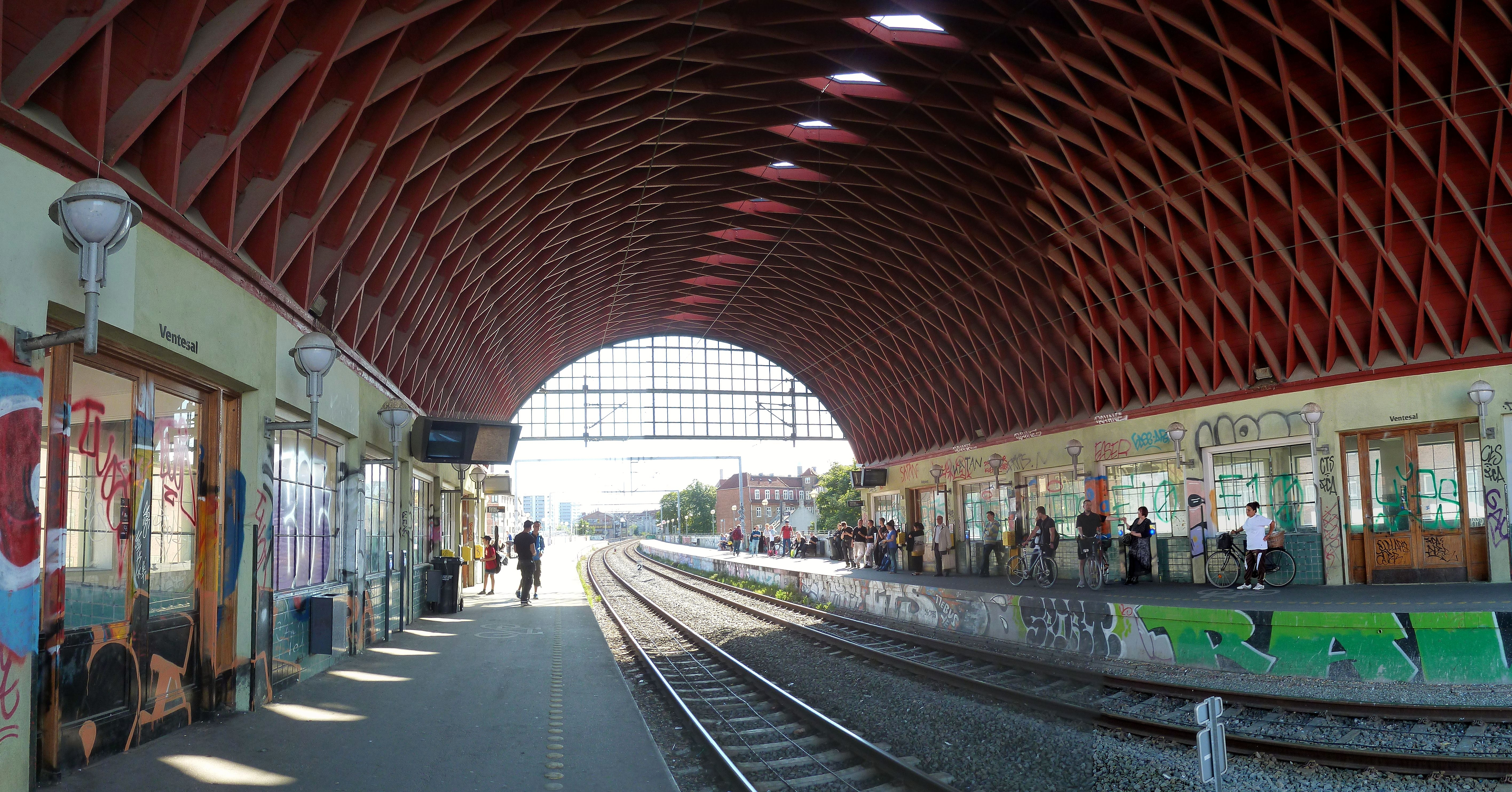
Nørrebro
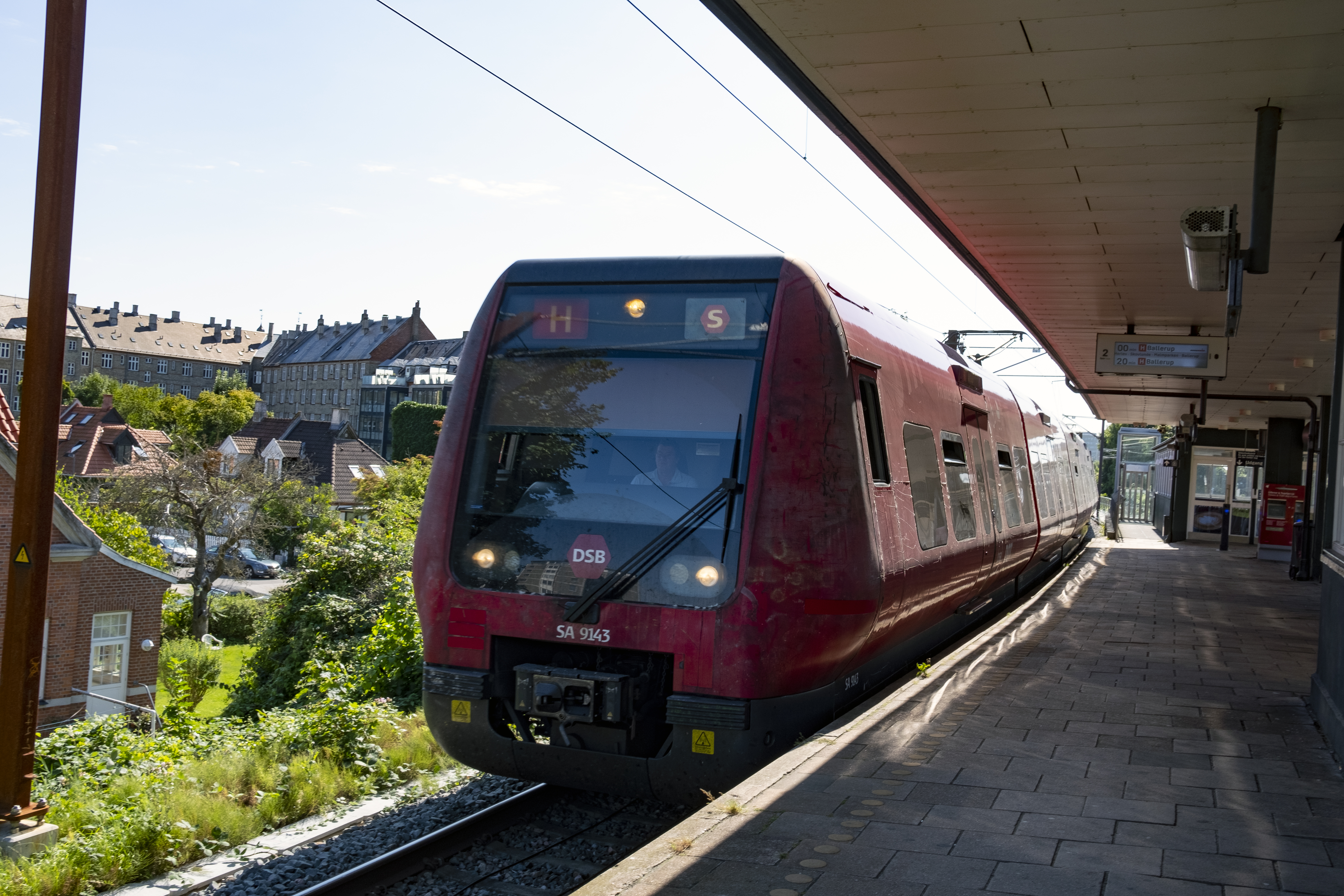
Langgade

## Linjenät
Efter en omläggning av linjenätet januari 2009 består linjenätet av följande linjer
1. linje A Solrød strand/Hundige-Farum
2. linje B Høje Taastrup - Holte
3. linje C Frederikssund/Ballerup - Klampenborg
4. linje E Køge - Hillerød
5. linje F København Syd - Hellerup
6. linje H Frederikssund - Østerport/Farum
7. (linje Bx Høje Taastrup - Østerport)

Linje A, B och E har 10-minuterstrafik Linje C har 10-minuterstrafik Ballerup - Klampenborg och 20-minuterstrafik från Frederikssund
Linje F har 5-minuterstrafik linje H har 20-minuterstrafik Linje Bx kör endast ett fåtal turer under rusningstrafik
Linje E hoppar över ett 10-tal stationer, där annan linje finns.
Innanför Ringbanen, Linje F, hoppas inga stationer över. Dock går linje H endast till Østerport.
Detta innebar att den gemensamma sträckan för fem av ovanstående linjer ger en mycket hög turtäthet på sträckan Dybbølsbro–Østerport (5 tåg på 10 min) och nästan lika hög Østerport–Svanemøllen (4 tåg på 10 min). Även Linje F
(Ringbanen) får med 5 minuter mellan tågen anses ha hög turtäthet.

## Linjer

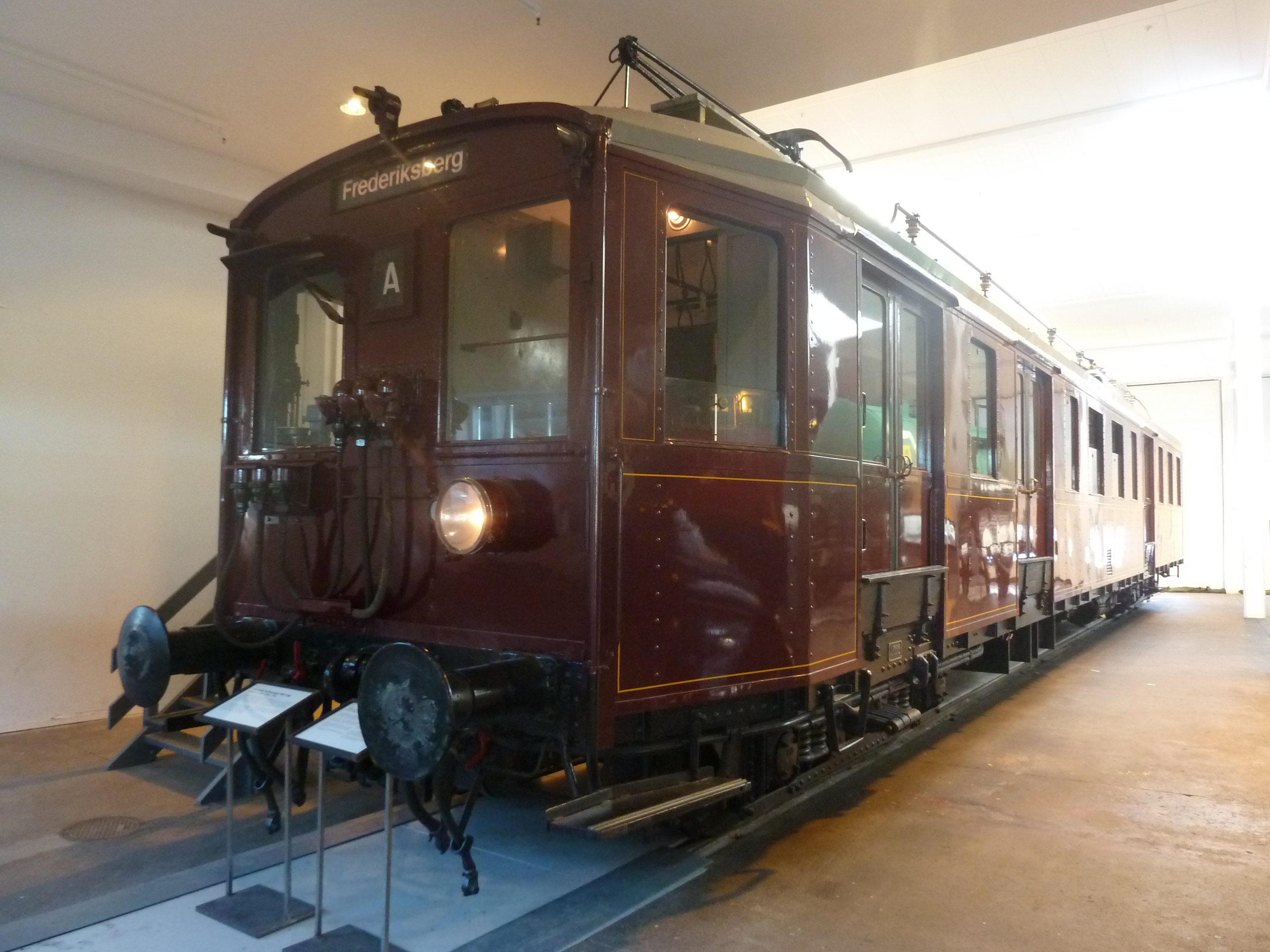
Ett S-tåg av första generationen.

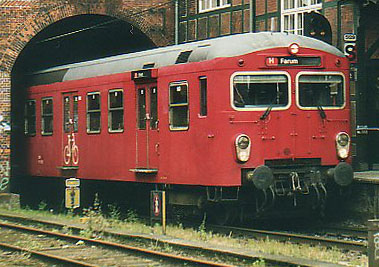
Ett S-tåg av andra generationen på Østerports station.

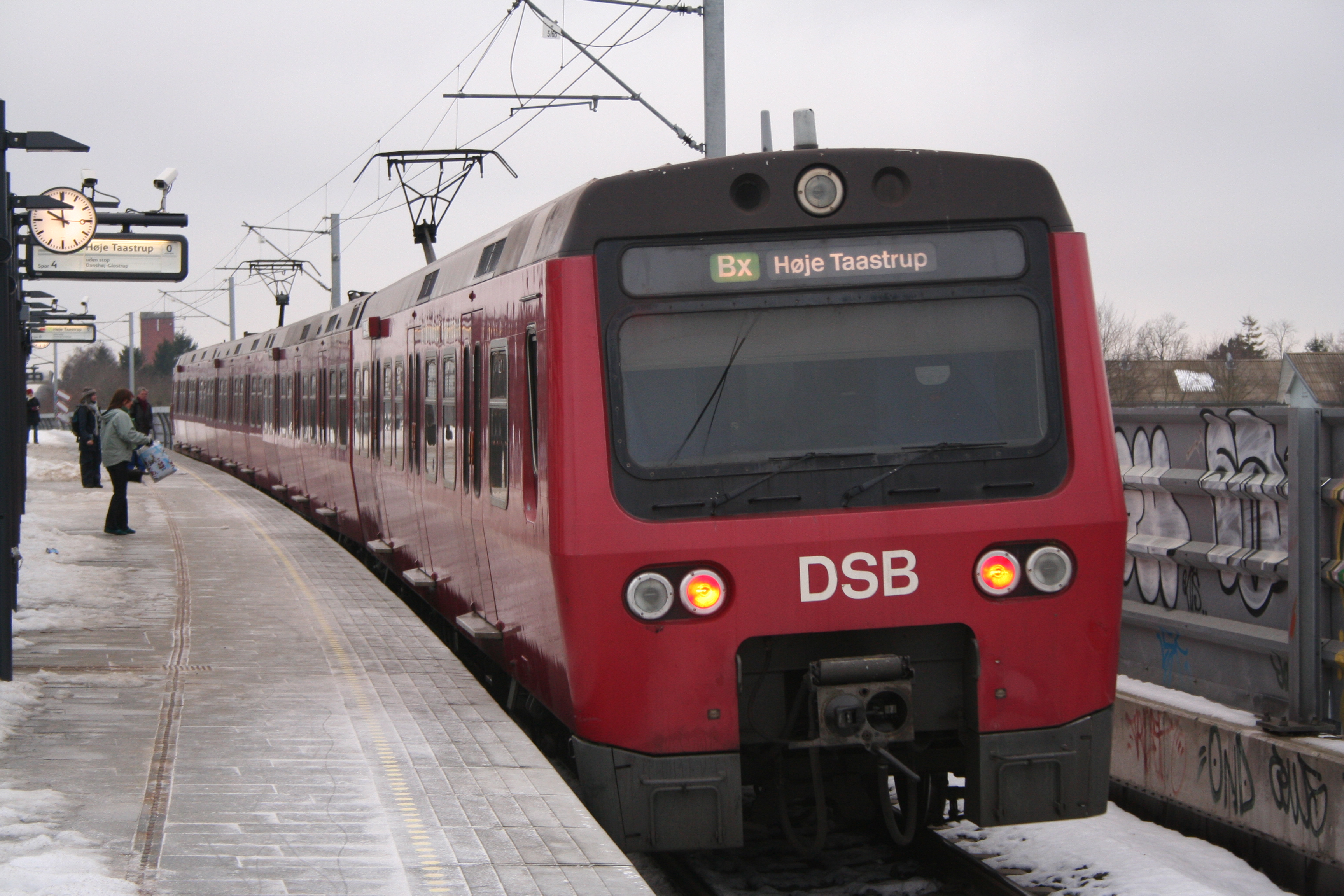
Ett S-tåg av tredje generationen på Danshøjs station.

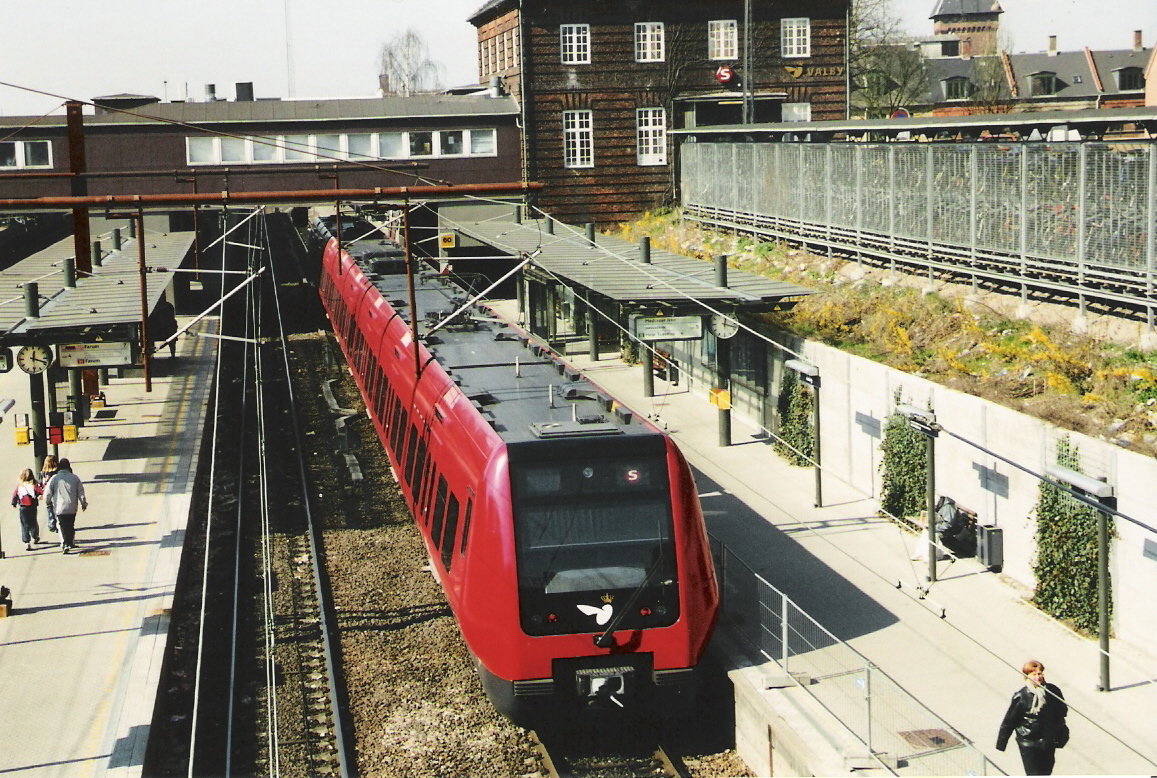
Ett S-tåg av fjärde generationen på Valby station.

| Linje | Järnväg                                   | Sträcka |
| ----- | ----------------------------------------- | --- |
| A     | Køge Bugt-banen Nordbanen (express S-tåg) | (Solrød strand -) Hundige - København Syd - Hovedbanegården - Nørreport - Østerport - Hellerup - Lyngby - Holte - Hillerød                   |
| B     | Vestbanen Hareskovbanen                   | Høje-Tåstrup - Danshøj - Hovedbanegården - Nørreport - Østerport - Ryparken - Farum                                                          |
| Bx    | Vestbanen (express S-tåg) Hareskovbanen   | Høje-Tåstrup - Danshøj - Hovedbanegården - Nørreport - Østerport - Ryparken - Buddinge - Farum                                               |
| C     | Frederikssundbanen Klampenborgbanen       | (Frederikssund -) Ballerup - Flintholm - Hovedbanegården - Nørreport - Østerport - Hellerup - Klampenborg                                    |
| E     | Køge Bugt-banen (express S-tåg) Nordbanen | Køge - Hundige - København Syd - Hovedbanegården - Nørreport - Østerport - Hellerup - Jægersborg (med byte till Nærumbanen) - Lyngby - Holte |
| F     | Ringbanen                                 | Hellerup - Nørrebro - Flintholm - Danshøj - København Syd                                                                                    |
| H     | Frederikssundbanen (express S-tåg)        | Frederikssund - Ballerup - Flintholm - Hovedbanegården - Nørreport - Østerport                                                               |

## Biljettsystem
Biljettsystemet är gemensamt med övrig lokaltrafik i Köpenhamn, bussar, A-bussar (vilka kör "kontinuerligt" utan tidtabell), hamnbussarna, metron, Re-tåg/Öresundståg samt lokaltåg.
Kollektivtrafikområdet för Köpenhamn inklusive förstäder (HT-området) omfattar nordöstra Själland (från Gilleleje i norr till Lille Linde i syd och Hvalsø i väst, samt hela Amager. Detta område är i sin tur indelat i närmare 100 zoner. För enkelbiljett måste vuxen köpa biljett för minst två zoner. Köper man nio zoner gäller detta för hur många zoner som helst. Nio zoner är således högsta pris inom kollektivtrafikområdet (hösten 2012 var zonpriset 12 DKK, innebärande att resor inom kollektivtrafikområdet kostar från 24 till 108 DKK. För resor mellan Köpenhamns kollektivtrafikområde och utanför gäller inte detta system överhuvudtaget, t.ex. finns en särskild tariff (indelad i helt andra zoner) för resor till och från Skåne. (Enda undantaget utgör lokaltågen från Køge söderut till Faxe Ladeplads eller Rødvig, som delvis ligger utanför kollektivtrafikområdet. Där finns ett samarbetsavtal som gör kollektivtrafikens biljetter giltiga mot tillägg.)
Vidare gäller att resorna måste påbörjas (dvs sista byte) senast 1 timme (2-4 zoner), 1½ timme (5-6 zoner) eller 2 timmar (7 zoner eller fler) efter biljettens tidsstämpel. Detta innebär också att man kan resa tur och retur på samma biljett så länge sista påstigning sker inom stipulerad tid.
Biljetter köps i automater eller biljettlucka/biljettkontor (om sådant finns på stationen). Före stationen Bispjebergs öppnande (1989) var samtliga stationer i centrala Köpenhamn manuellt betjänade. Sedan dess har allt fler stationer stängt sina biljettluckor.
Stationerna av öppen typ (inga spärrar eller grindar) – biljettkontroll sker av kontrollanter.

## Vagnpark
Dagens tåg (2009) är av typ SA (dansk artikel, "fjärde generationen") som är 83,7 m långt och är uppdelat i 8 vagnar med leder mellan. Man kan gå genom hela tåget. Max effekt är 3900 kW och max hastighet 120 km/h. Antal fasta sittplatser är 312 och med fällbara säten 340.

## Historik
Den första S-tågslinjen öppnades 3 april 1934, Frederiksberg – Vanløse – Hellerup – Klampenborg; i dag är Vanløse – Hellerup en del av nuvarande Ringbanen. Detta var den första elektrifierade järnvägen i Danmark. Fram till 1980-talet var S-tågen de enda elektriska tågen i Danmark. Utbyggnaden har gått tämligen sakta, men säkert, fram. De flesta banor fanns som ång- eller dieseldrivna enkelspår innan de byggdes om för elektrifierad dubbelspårstrafik till S-tåg. Ombyggnaderna innebar elektrifiering och nya eller ombyggda stationer. (Bandelen Ballerup – Frederikssund fick dock inte dubbelspår förrän långt efter banan öppnats). Køge Bugt-banen är dock tillsammans med Ringbanens nya del helt nybyggda banor. Ringbanens äldre del och de flesta andra sträckor på S-banan har rustats upp.
- 1934: Frederiksberg–Vanløse–Hellerup–Klampenborg, København H–Hellerup og København H–Valby öppnades i tre etapper.
- 1936: Hellerup–Lyngby–Holte öppnades
- 1941: Valby–Vanløse öppnades (mitt under den tyska ockupationen)
- 1949: Vanløse–Ballerup öppnades
- 1953: Valby–Glostrup öppnades
- 1963: Glostrup–Taastrup öppnades
- 1968: Holte–Hillerød öppnades
- 1972: København H–Vallensbæk öppnades
- 1976: Vallensbæk–Hundige öppnades
- 1977: Svanemøllen–Farum öppnades
- 1979: Hundige–Solrød Strand öppnades
- 1983: Solrød Strand–Køge öppnades
- 1986: Taastrup–Høje Taastrup öppnades
- 1989: Ballerup–Frederikssund öppnades
- 1993: Bispjeberg station öppnades (Ringbanen)
- 1998: Frederiksberg–Solbjerg stängdes (för ombyggnad till metro).
- 2000: Solbjerg–Vanløse stängdes (för ombyggnad till metro).
- 2001: Ryparken–Grøndal stängdes tillfälligt, Grøndal–Vanløse stängdes, Flintholm började byggas
- 2002: Ryparken – C.F. Richs Vej (norra delen av Ringbanen öppnad igen)
- 2004: C.F. Richs Vej ersattes med Flintholm , där 2 linjer och metron möts
- 2004: Flintholm–Danshøj–Gl. Køge Landevej (både den första och den sista är fullt fungerande stationer)[förtydliga]
- 2005/06: Ny Ellebjerg ersatte Gl. Køge Landevej (Ringbanen) och Ellebjerg (Køge Bugt-banen)
- 2023: Ny Ellebjerg bytte namn till København Syd

Den senaste utbyggnaden blev således klar 2006 då Ringbanens sista del Danshøj – Ny Ellebjerg färdigställdes i och med öppnandet av bytesstationen Ny Ellebjerg (numera København Syd) och började köras av linje F.
Linje F innehåller (delen (Klampenborg–) Hellerup – Flintholm(–Frederiksberg), den första S-tågsträcka som öppnades. Södra delen har bytt sträckning till att gå Flintholm – København Syd och den gamla sträckan Flintholm – Frederiksberg är numera en del av metron.